# NHK 도쿠시마 방송국

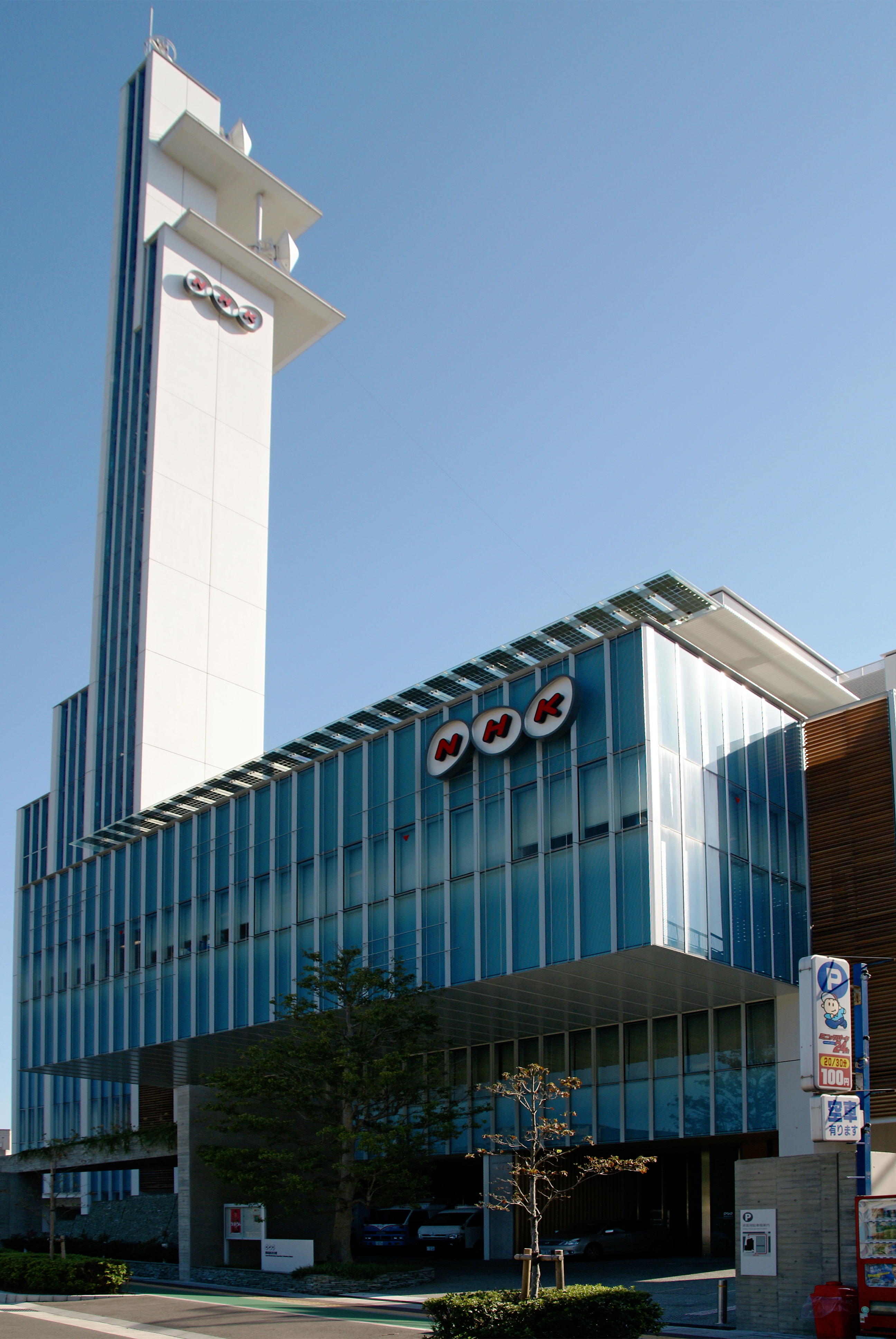
NHK 도쿠시마 방송국

NHK 도쿠시마 방송국(일본어: NHK徳島放送局)은 도쿠시마현을 방송구역으로 하는 NHK의 지역방송국이며 중파·FM라디오·텔레비전 방송을 담당하고 있다.

## 개요
- 라디오의 경우 제1 라디오만 방송하고 있으며 제2 라디오(JOXB)는 NHK 오사카 방송국 제2 라디오 대출력화(300 kW)에 따라 1973년 3월 20일 폐지되었으며 현 안에 있는 라디오 제2방송 중계국인 아와이케 중계국은 한때 오사카 방송국 프로그램을 송출하고 있었지만 방송회선 디지털화 이후 NHK 마쓰야마 방송국에서 제작한 프로그램을 송출하고있다.
- 도쿠시마 교육 텔레비전 방송국은 일본에서 최초로 UHF채널 대역을 이용해 방송하는 방송국으로 개국했다.
- 종합 텔레비전의 경우 지역 민영 방송국인 시코쿠방송이 가상채널번호를 1번으로 쓰면서 보통 NHK 종합방송국에서 쓰는 1번이 아닌 3번을 쓰고 있다.

## 연혁
- 1933년 7월 도쿠시마 방송국 라디오 방송 개국
- 1958년 6월 도쿠시마 방송국 라디오 제2방송 개시
- 1959년 3월 도쿠시마 방송국 종합 텔레비전 방송 개시
- 1961년 3월 도쿠시마 방송국 지역 방송 개시
- 1963년 10월 도쿠시마 방송국 종합 TV 칼라 방송 개시
- 1964년 10월 도쿠시마 방송국 종합 텔레비전 컬러 방송 개시
- 1968년 2월 도쿠시마 방송국 교육 텔레비전 방송 개시
- 1969년 3월 도쿠시마 방송국 FM본방송 개시
- 1973년 10월 도쿠시마 방송국 라디오 제2방송 폐지
- 1985년 9월 긴급 경보 방송 개시
- 1987년 8월 텔레비전 음성다중방송 개시
- 2006년 10월 지상파 디지털 텔레비전 방송 개시
- 2011년 7월 24일 지상파 아날로그 텔레비전 방송 종료

## 채널·주파수

### 텔레비전
- 종합 텔레비전 34ch(JOXK-DTV)
- 교육 텔레비전 40ch(JOXB-DTV)

### 라디오 주파수
| 방송국·중계국   | 주파수  | 비고                      |
| --------------- | ------- | ------------------------- |
| 도쿠시마 방송국 | 945KHz  | 콜사인은 JOXK, 출력은 5kW |
| 이케다 중계국   | 1161KHz |                           |
| 야마시로 중계국 | 1503KHz |                           |
| 무기 중계국     | 1584KHz |                           |
| 히와사 중계국   | 94.6MHz |                           |

| 방송국·중계국 | 주파수  | 비고                         |
| ------------- | ------- | ---------------------------- |
| 오사카 방송국 | 828kHz  | 도쿠시마 2라디오는 폐지      |
| 이케다 중계국 | 1359kHz | 마쓰야마 방송국 2라디오 송신 |

| 방송국·중계국         | 주파수  | 비고                         |
| --------------------- | ------- | ---------------------------- |
| 도쿠시마 방송국       | 82.3MHz | 콜사인은 JOXK-FM, 출력은 1kW |
| 이케다 중계국         | 85.0MHz |                              |
| 히와사 중계국         | 85.7MHz |                              |
| 카미야마 중계국       | 84.9MHz |                              |
| 아난 중계국           | 81.3MHz |                              |
| 아와 중계국           | 84.4MHz |                              |
| 미마 중계국           | 85.6MHz |                              |
| 아와카쓰우라 중계국   | 85.6MHz |                              |
| 시쿠이 중계국         | 89.9MHz |                              |
| 와지키 중계국         | 82.0MHz |                              |
| 카미카쓰 중계국       | 82.4MHz |                              |
| 히가시이야야마 중계국 | 84.3MHz |                              |
| 이치우키리우 중계국   | 83.9MHz |                              |
| 이치우 중계국         | 82.5MHz |                              |

## 도쿠시마현에 있는 다른 텔레비전·라디오 방송국
- 시코쿠방송(JRT, TV는 니혼 TV 계열국, 라디오는 JRN&NRN계열국)
- FM도쿠시마 (JFN 계열)